# Desmeocraera annulosa
Desmeocraera annulosa är en fjärilsart som beskrevs av M.Gaede 1928. Desmeocraera annulosa ingår i släktet Desmeocraera och familjen tandspinnare. Inga underarter finns listade i Catalogue of Life.